# Герб Наварры
Герб Наварры — официальный геральдический символ автономного сообщества и провинции Наварра, находящейся на севере Испании.

## История
Изначально он был личным гербом короля Санчо VII Сильного.
Согласно легенде, в 1212 году в период реконкисты в битве при Лас-Навас-де-Толоса Санчо VII и его войску удалось разорвать цепи, которыми был обнесен лагерь халифа Мухаммада-ан-Насира, и захватить его шатёр. В память о своей победе король повелел вывесить части этой цепи во всех храмах своего королевства, а одну её часть якобы прибил в виде сети на свой щит, украсив центр изумрудом из чалмы Мухаммада, который он потерял при бегстве из окружения.

## Описание герба
В червлёном поле золотые цепи, уложенные в косой и прямой крест и по периметру щита, в середине щита — изумруд, щит увенчан золотой короной. В различных версиях герба цепи изображаются и в виде отдельных переплетенных колец, и в виде последовательности соединенных колец.